# Donji Dobrić
Donji Dobrić (em cirílico: Доњи Добрић) é uma vila da Sérvia localizada no município de Loznica, pertencente ao distrito de Mačva, na região de Podrinje Jadar. A sua população era de 1153 habitantes segundo o censo de 2011.

## Demografia
| 1948  | 1953  | 1961  | 1971  | 1981  | 1991  | 2002  | 2011  |
| ----- | ----- | ----- | ----- | ----- | ----- | ----- | ----- |
| 1 783 | 1 841 | 1 817 | 1 839 | 1 695 | 1 563 | 1 438 | 1 153 |